# Karol Lanckoroński

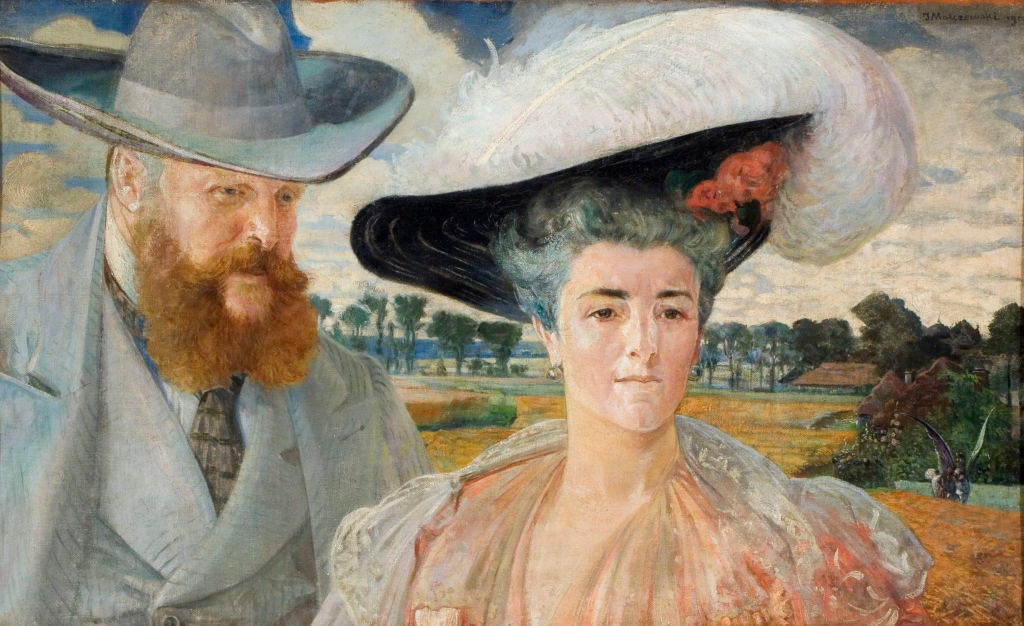
Portret Karola i Małgorzaty Lanckorońskich autorstwa Jacka Malczewskiego z 1905 roku

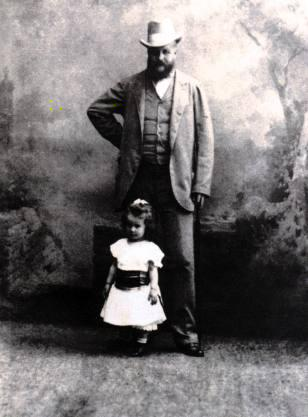
Karol Lanckoroński z córką Karoliną

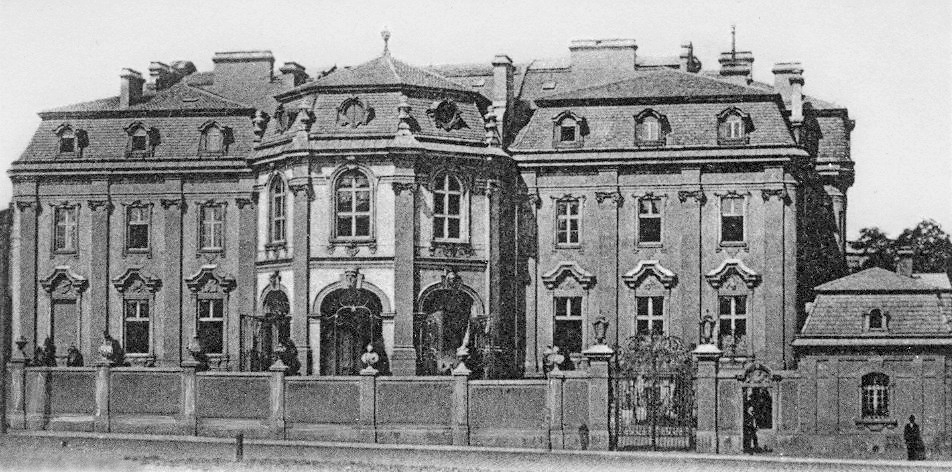
Pałac Lanckorońskich w Wiedniu

Karol Antoni Lanckoroński hrabia herbu Zadora (ur. 4 listopada 1848 w Wiedniu, zm. 15 lipca 1933 tamże) – polski historyk sztuki, członek PAU, kawaler maltański od 1873 roku, baliw Wielkiego Krzyża Honorowego i Dewocyjnego zakonu, kawaler orderu Złotego Runa, dziedziczny członek austriackiej Izby Panów.

## Życiorys
Był synem Kazimierza (szambelana dworu cesarskiego, założyciela linii kolejowych w Austrii) i Leonii z Potockich. Uczęszczał do gimnazjum w Wiedniu, w latach 1866–1870 studiował prawo na miejscowym uniwersytecie. Studia uwieńczył doktoratem prawa (1870). Całe życie spędził poza Polską, ale nie zerwał kontaktów z krajem; zasiadał w sejmie austriackim jako członek Koła Polskiego, dbał o polskie wychowanie dzieci. W 1914 otrzymał godność Wielkiego Szambelana (Oberst-Kämmerer) dworu austriackiego.
Jego zainteresowania naukowe obejmowały historię sztuki renesansowej, manierystycznej i wczesnobarokowej, konserwację zabytków oraz archeologię śródziemnomorską. Odbywał liczne podróże naukowe (np. na przełomie 1882/1883 do Grecji i Azji Mniejszej z udziałem Hipolita Neuwirtha, a także podróż dookoła świata w latach 1888–1889). Zbadał i opisał ruiny starożytnych miast rzymskich w Pamfilii i Pizydii (Staedte Pamphylien und Pisidiens, 1890). Prowadził prace konserwatorskie starochrześcijańskiej bazyliki romańskiej w Akwilei; Akwileja nadała mu za to w 1906 honorowe obywatelstwo. Był pionierem ochrony zabytków i nowoczesnej służby konserwatorskiej w Polsce.
W 1891 został członkiem korespondentem Akademii Umiejętności (późniejszej Polskiej Akademii Umiejętności). Był w gronie założycieli Towarzystwa Przyjaciół Sztuki w Wiedniu, należał do Akademii Umiejętności w Wiedniu, Akademii Sztuk Pięknych w Wiedniu (członek honorowy), Towarzystwa Geograficznego i Towarzystwa Archeologicznego w Wiedniu, Towarzystwa Archeologicznego w Rzymie. Odebrał doktoraty honoris causa Uniwersytetu Berlińskiego (1890), Uniwersytetu Jagiellońskiego (1907), był odznaczony m.in. austriackim Orderem Złotego Runa (1903) i Wielką Wstęgą Orderu Odrodzenia Polski (3 maja 1928).
Zbudował on pałac w Wiedniu przy Jacquingasse 16-18, który mieścił w swych murach unikatowe zbiory sztuki oraz który z czasem stał się miejscem spotkań wiedeńskich elit.  Podczas Drugiej Wojny Światowej budynek mocno ucierpiał, a w latach 60. podjęto decyzję o jego rozbiórce. 4 listopada 2014 r., w rocznicę urodzin i imienin hrabiego, na miejscu byłego pałacu została z inicjatywy Stacji Naukowej Polskiej Akademii Nauk w Wiedniu odsłonięta tablica upamiętniająca ówczesny Pałac oraz znajdujące się w nim zbiory. Tablica powstała dzięki wydatnemu wsparciu Fundacji Lanckorońskich. Hrabia Lanckoroński był właścicielem licznych dóbr ziemskich w Małopolsce Wschodniej (Rozdół, Komarno, Jagielnica), Królestwie Polskim (Wodzisław k. Jędrzejowa) i Styrii (Frauenwald). Dbał o kształcenie synów chłopskich w swoich dobrach, w Wiedniu ufundował zakład rekonwalescencyjny dla dziewcząt (w czasie I wojny światowej przekazany na potrzeby żołnierzy polskich). Lanckoroński był również właścicielem bogatej kolekcji dzieł sztuki; znajdowały się w niej dwa obrazy Rembrandta, po jednym obrazie Tycjana, Fra Angelico, Botticellego, Uccella i Masaccia, obrazy i rysunki m.in. Piotra Michałowskiego, Artura Grottgera, Jacka Malczewskiego, Jana Matejki, freski, dzieła sztuki starohinduskiej, chińskiej i japońskiej. W Bieszczadach założył skansen cerkiewny. Zaprzyjaźniony z wieloma artystami, m.in. Malczewskim, Rodinem i Rilkem, dla Malczewskiego stworzył pracownię malarską w jednej ze swoich rezydencji w Rozdole; wspólnie z artystą odbywał wyprawy wysokogórskie.
W katedrze na Wawelu ufundował sarkofag królowej Jadwigi i płytę nagrobkową kardynała Zbigniewa Oleśnickiego; o pracach konserwatorskich i artystycznych na Wawelu wyrażał się raczej krytycznie, występował m.in. przeciwko projektom witraży Wyspiańskiego oraz pseudogotyckiemu baldachimowi nad sarkofagiem Władysława Łokietka. Z powodzeniem działał na rzecz usunięcia z Wawelu wojsk austriackich. Na rzecz ochrony zabytków pracował aktywnie także w Wiedniu. W 1918 brał udział w pracach Głównego Urzędu Likwidacyjnego w Warszawie, zajmując się sprawą zwrotu Polsce zbiorów i archiwów zabranych w okresie zaborów przez Austrię.
Opublikował relację z podróży dookoła świata Na około ziemi 1888–1889 (1893), był autorem sonetów. Ogłosił także kilka prac naukowych, m.in. Nieco o nowych robotach w katedrze na Wawelu (1903), Einiges ueber italienische bemalte Truhen (1905), Dom von Aquileia (1906), Künstler und Kunsthistoriker (1924).
Otrzymał tytuły c. k. tajnego radcy oraz w 1914 wielkiego ochmistrza dworu austriackiego.
Był trzykrotnie żonaty. Z drugiego małżeństwa miał syna Antoniego (1893–1965). Z trzeciego małżeństwa z księżniczką Małgorzatą von Lichnowsky miał dwie córki: Karolinę (1898–2002) i Adelajdę  (1903–1980).

## Przodkowie
Karol Antoni Lanckoroński był w 8 pokoleniu potomkiem Samuela Lanckorońskiego, starosty małogoskiego i Zofii Firlej. Obrazuje to poniższy schemat:
- Samuel Lanckoroński X Zofia Firlej
  - Pakosław Kazimierz Lanckoroński X Anna Dębińska
    - Franciszek Lanckoroński X Jadwiga Morsztyn
      - Wawrzyniec Lanckoroński X Franciszka Tarło
        - Maciej Lanckoroński X Apolonia Morsztyn
          - Antoni Józef Lanckoroński X Ludwika Rzewuska
            - Kazimierz Wincenty Lanckoroński X Leonia Potocka
              - Karol Antoni Lanckoroński

## Publikacje
- Bogusław Dybaś, Anna Ziemlewska, Irmgard Nöbauer (red): Karl Lanckoroński und seine Zeit, Münster-Wien 2014
- Seria wydawnicza LANCKORONIANA tom 1–4, Wien 2015. viennapan.org. [zarchiwizowane z tego adresu (2016-02-17)].
- Der Dom von Aquileia: sein Bau und seine Geschichte, Wien 1906